# Куляста текстура

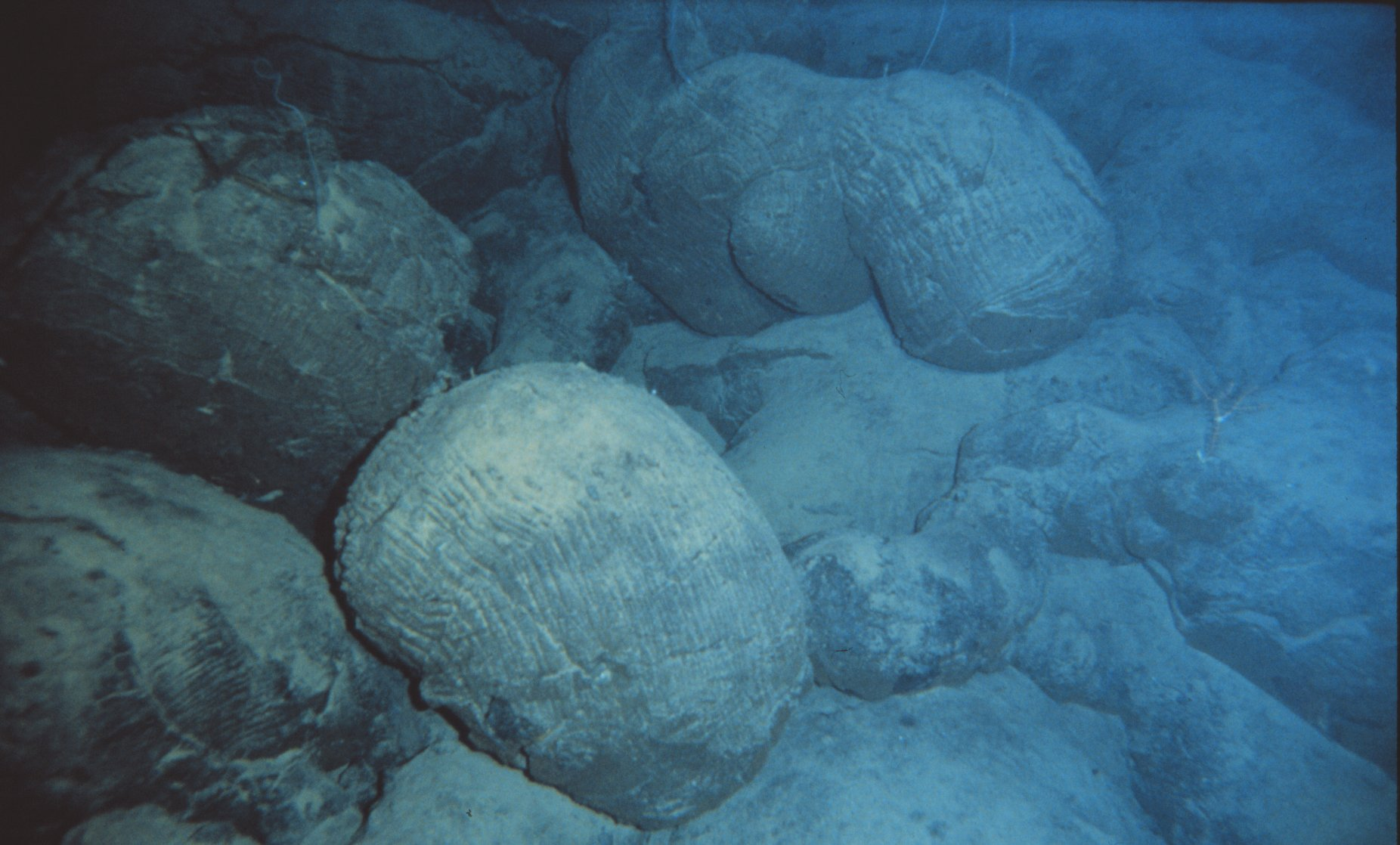
Кульова лава

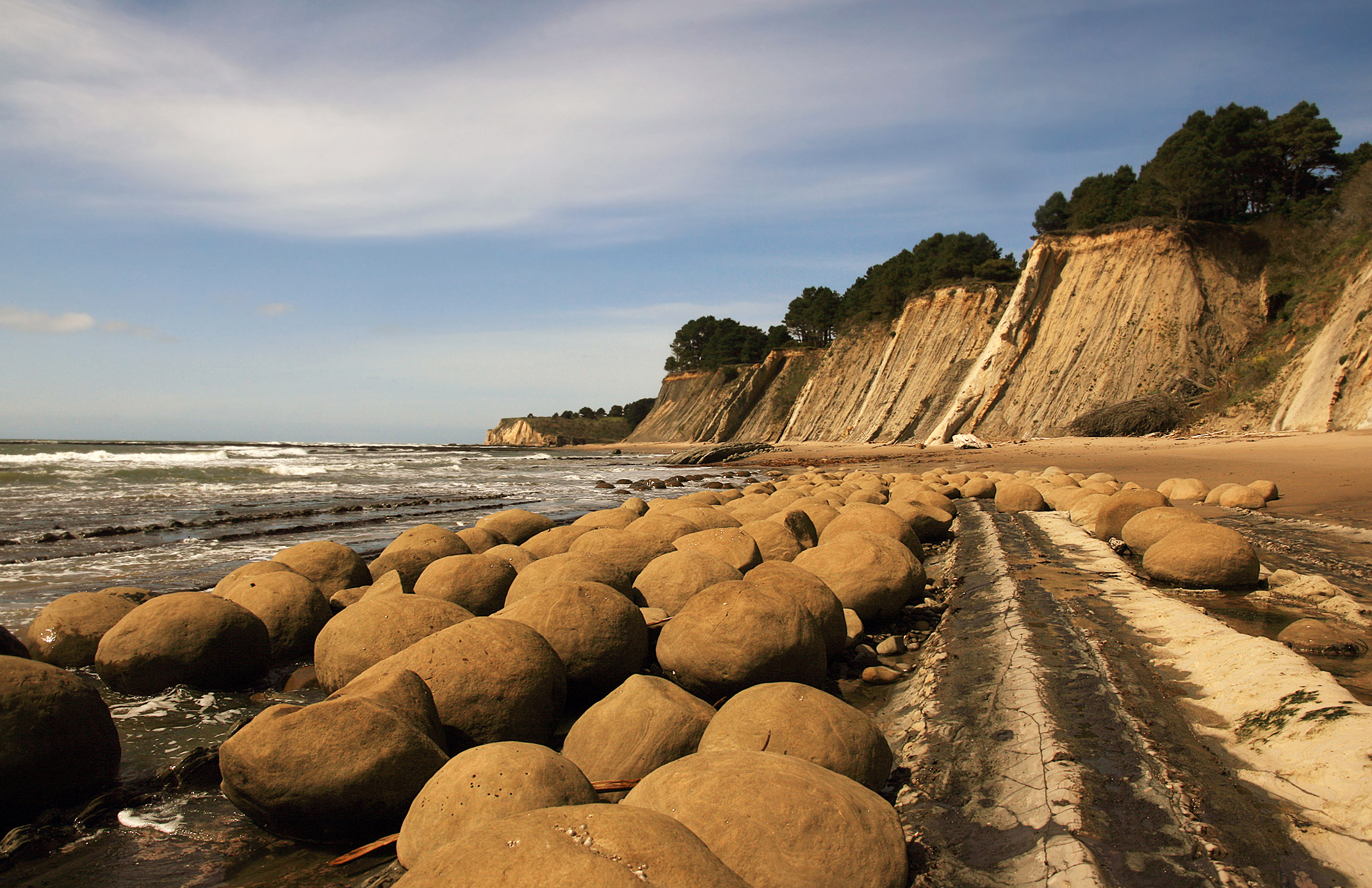
Конкреції. Каліфорнія.

Куляста текстура – різновид текстури гірських порід. Група текстур, які мають одну спільну ознаку – кулясту форму, концентричну або радіальну організацію кристалізаційної речовини навколо певного центра. Зокрема, лава кульова, конкреція, друза кулястої форми та ін.